# Championnat du Paraguay de football 1960
Navigation
Édition précédente Édition suivante
La saison 1960 du Championnat du Paraguay de football est la quarante-neuvième édition de la Primera División, le championnat de première division au Paraguay. Les dix meilleurs clubs du pays disputent la compétition, sous forme d'une poule unique où chaque équipe rencontre trois fois ses adversaires. En fin de saison, pour permettre l'extension du championnat à 11 clubs, il n'y a pas de relégation et le champion de deuxième division est promu.
C'est le Club Olimpia, tenant du titre, qui est à nouveau sacré champion cette saison après avoir terminé en tête du classement final, avec six points d'avance sur Cerro Porteño et huit sur le Club Sportivo Luqueño. C'est le dix-huitième titre de champion du Paraguay de l’histoire du club.
Gilberto Penayo est le meilleur buteur du championnat avec 18 buts.

## Les clubs participants
| - Club Guaraní - Cerro Porteño - Club Olimpia - Club Sol de América - Club Sportivo Luqueño | - Club Libertad - Club River Plate - Club Presidente Hayes - Promu de División Intermedia - General Caballero SC - Promu de División Intermedia - Club Nacional |

## Compétition

### Classement
| Rang | Équipe                   | Pts | J  | G  | N | P | Bp | Bc | Diff |
| ---- | ------------------------ | --- | -- | -- | - | - | -- | -- | ---- |
| 1    | 'Club Olimpia'T          | 38  | 27 | 15 | 8 | 4 |    |    |      |
| 2    | Cerro Porteño            | 32  | 27 |    |   |   |    |    |      |
| 3    | Club Sportivo Luqueño    | 30  | 27 |    |   |   |    |    |      |
| 4    | Club Nacional            | 29  | 27 |    |   |   |    |    |      |
| 5    | Club Sol de América      | 27  | 27 |    |   |   |    |    |      |
| 6    | Club Libertad            | 25  | 27 |    |   |   |    |    |      |
| 7    | Club Atlético TembetaryP | 24  | 27 |    |   |   |    |    |      |
| 8    | General Caballero SC     | 22  | 27 |    |   |   |    |    |      |
| 9    | Club River Plate         | 22  | 27 |    |   |   |    |    |      |
| 10   | Club Guaraní             | 21  | 27 |    |   |   |    |    |      |

| Légende : Qualifications et relégations | Légende : Qualifications et relégations           |
| --------------------------------------- | ------------------------------------------------- |
|                                         | Qualification pour la Copa Libertadores 1961      |
|                                         | T : Tenant du titre P : Promu de Segunda División |

## Bilan de la saison
| Championnat du Paraguay de football 1960 |                           |
| Champion                                 | Club Olimpia (18e titre)  |
| Qualifications continentales             |                           |
| Copa Libertadores 1961                   | Club Olimpia              |
| Promotions et relégations                |                           |
| Promus en Primera División               | Club Sportivo San Lorenzo |
| Relégués en Segunda División             | Aucun                     |